# سلم أباد (قهاب رستاق)
سلم أباد (بالفارسية: سلم‌آباد) هي مستوطنة تقع في إيران في قسم قهاب رستاق الريفي. يقدر عدد سكانها بـ 91 نسمة بحسب إحصاء 2016.